# Flora Taurico-Caucasica
Flora Taurico-Caucasica, (abreviado como Fl. Taur.-Caucas.), é um livro de botânica escrito pelo naturalista e explorador alemão, Friedrich August Marschall von Bieberstein e editado em três volumes entre os anos 1808-1819.
Descreve a flora da região do Cáucaso.